# Nephelomyias ochraceiventris
A Nephelomyias ochraceiventris a madarak (Aves) osztályának a verébalakúak (Passeriformes) rendjébe és a királygébicsfélék (Tyrannidae) családjába tartozó faj.

## Rendszerezése
A fajt Jean Cabanis német ornitológus írta le 1873-ban, a Mitrephorus nembe Mitrephorus ochraceiventris néven. Jelenlegi besorolása vitatott, egyes szervezetek a Myiophobus nembe sorolják Myiophobus ochraceiventris néven.

## Előfordulása
Az Andok-hegységben, Bolívia és Peru területén honos. Természetes élőhelyei a szubtrópusi és trópusi hegyi esőerdők és magaslati cserjések. Állandó, nem vonuló faj.

## Megjelenése
Testhossza 14 centiméter, testtömege 10-11 gramm.

## Életmódja
Egyedül vagy csoportosan rovarokat és kisebb gyümölcsöket fogyaszt.

## Szaporodása
Fészekalja két tojásból áll.

## Természetvédelmi helyzete
Az elterjedési területe nagyon nagy, egyedszáma pedig stabil. A Természetvédelmi Világszövetség Vörös listáján nem fenyegetett fajként szerepel.